# Settimana Coppi e Bartali 2023
La 38.ª edición de la competición ciclista Settimana Coppi e Bartali (llamado oficialmente: Settimana Internazionale Coppi e Bartali) fue una carrera de ciclismo en ruta por etapas que se celebró entre el 21 y el 25 de marzo de 2023 en Italia y la ciudad de San Marino, con inicio en la ciudad de Riccione y final en la ciudad de Carpi, sobre una distancia total de 661,2 kilómetros.
La carrera formó parte del UCI Europe Tour 2023, calendario ciclístico de los Circuitos Continentales UCI, dentro de la categoría 2.1 y fue ganada por el suizo Mauro Schmid del Soudal Quick-Step. Completaron el podio, como segundo y tercer clasificado respectivamente, el británico James Shaw y el irlandés Ben Healy, ambos del EF Education-EasyPost.

## Equipos participantes
Tomaron parte en la carrera 23 equipos: 8 de categoría UCI WorldTeam invitados por la organización, 8 de categoría UCI ProTeam y 7 de categoría Continental. Formaron así un pelotón de 153 ciclistas de los que acabaron 119. Los equipos participantes fueron:
| WorldTeams (8)- Astana Qazaqstan Team - Bora-Hansgrohe - EF Education-EasyPost - Ineos Grenadiers - Jumbo-Visma - Soudal Quick-Step - Team Jayco AlUla - Trek-Segafredo ProTeams (8)- Bingoal WB - Bolton Equities Black Spoke Pro Cycling - Eolo-Kometa - Green Project-Bardiani CSF-Faizanè - Israel-Premier Tech - Q36.5 Pro Cycling Team - Team Corratec - Tudor Pro Cycling Team Equipos continentales (7)- Beltrami TSA-Tre Colli - General Store-Essegibi-F.lli Curia - GW Shimano-Sidermec - MG.K Vis Colors For Peace - Sofer-Savini Due-OMZ - Team Technipes #inEmiliaRomagna - Work Service-Vitalcare-Dynatek |
| |

## Recorrido
La Settimana Coppi e Bartali dispuso de cinco etapas dividido en cuatro etapas escarpadas y una contrarreloj individual para un recorrido total de 661,2 kilómetros.
| Etapa     | Fecha     | Recorrido                           | type                    | Distancia (km) | Desnivel (m) | Ganador       | Líder        |
| --------- | --------- | ----------------------------------- | ----------------------- | -------------- | ------------ | ------------- | ------------ |
| 1.ª etapa | 21 de mar | Riccione – Riccione                 | etapa escarpada         | 161,8          | 2878 m       | Rémi Cavagna  | Rémi Cavagna |
| 2.ª etapa | 22 de mar | Riccione – Longiano                 | etapa escarpada         | 172,5          | 2860 m       | Sean Quinn    | Mauro Schmid |
| 3.ª etapa | 23 de mar | Forlì – Forlì                       | etapa escarpada         | 139,7          | 2447 m       | Ben Healy     | Mauro Schmid |
| 4.ª etapa | 24 de mar | Fiorano Modenese – Fiorano Modenese | etapa escarpada         | 168,6          | 3268 m       | Alexis Guérin | Mauro Schmid |
| 5.ª etapa | 25 de mar | Carpi – Carpi                       | contrarreloj individual | 18,6           | 43 m         | Rémi Cavagna  | Mauro Schmid |

## Desarrollo de la carrera

### 1.ª etapa
| Riccione - Riccione | etapa escarpada | (161,8 km) |

| \| Clasificación de la etapa \| Clasificación de la etapa \| Clasificación de la etapa \| Clasificación de la etapa \| Clasificación de la etapa \| \| Ciclista \| Ciclista \| Equipo \| Tiempo \| \| \| ------------------------- \| ------------------------- \| ---------------------------------- \| ------------------------- \| ------------------------- \| \| 1.º \| Rémi Cavagna \| Soudal Quick-Step \| 4 h 03 min 03 s \| \| \| 2.º \| Mauro Schmid \| Soudal Quick-Step \| + 32 s \| \| \| 3.º \| Rick Pluimers \| Tudor Pro Cycling Team \| + 32 s \| \| \| 4.º \| Loe van Belle \| Jumbo-Visma \| + 32 s \| \| \| 5.º \| Natnael Tesfatsion \| Trek-Segafredo \| + 32 s \| \| \| 6.º \| Christian Scaroni \| Astana Qazaqstan Team \| + 32 s \| \| \| 7.º \| Davide Gabburo \| Green Project-Bardiani CSF-Faizanè \| + 32 s \| \| \| 8.º \| Walter Calzoni \| Q36.5 Pro Cycling Team \| + 32 s \| \| \| 9.º \| Milan Vader \| Jumbo-Visma \| + 32 s \| \| \| 10.º \| Luc Wirtgen \| Tudor Pro Cycling Team \| + 32 s \| \| |                    |                                    |                 |
| |                    |                                    |                 |
| |                    |                                    |                 |
| Clasificación de la etapa |                    |                                    |                 |
| Ciclista | Ciclista           | Equipo                             | Tiempo          |
| 1.º | Rémi Cavagna       | Soudal Quick-Step                  | 4 h 03 min 03 s |
| 2.º | Mauro Schmid       | Soudal Quick-Step                  | + 32 s          |
| 3.º | Rick Pluimers      | Tudor Pro Cycling Team             | + 32 s          |
| 4.º | Loe van Belle      | Jumbo-Visma                        | + 32 s          |
| 5.º | Natnael Tesfatsion | Trek-Segafredo                     | + 32 s          |
| 6.º | Christian Scaroni  | Astana Qazaqstan Team              | + 32 s          |
| 7.º | Davide Gabburo     | Green Project-Bardiani CSF-Faizanè | + 32 s          |
| 8.º | Walter Calzoni     | Q36.5 Pro Cycling Team             | + 32 s          |
| 9.º | Milan Vader        | Jumbo-Visma                        | + 32 s          |
| 10.º | Luc Wirtgen        | Tudor Pro Cycling Team             | + 32 s          |

| \| Clasificación general \| Clasificación general \| Clasificación general \| Clasificación general \| Clasificación general \| \| Ciclista \| Ciclista \| Equipo \| Tiempo \| \| \| --------------------- \| --------------------- \| ---------------------------------- \| --------------------- \| --------------------- \| \| 1.º \| Rémi Cavagna \| Soudal Quick-Step \| 4 h 02 min 53 s \| \| \| 2.º \| Mauro Schmid \| Soudal Quick-Step \| + 36 s \| \| \| 3.º \| Rick Pluimers \| Tudor Pro Cycling Team \| + 38 s \| \| \| 4.º \| Loe van Belle \| Jumbo-Visma \| + 42 s \| \| \| 5.º \| Natnael Tesfatsion \| Trek-Segafredo \| + 42 s \| \| \| 6.º \| Christian Scaroni \| Astana Qazaqstan Team \| + 42 s \| \| \| 7.º \| Davide Gabburo \| Green Project-Bardiani CSF-Faizanè \| + 42 s \| \| \| 8.º \| Walter Calzoni \| Q36.5 Pro Cycling Team \| + 42 s \| \| \| 9.º \| Milan Vader \| Jumbo-Visma \| + 42 s \| \| \| 10.º \| Luc Wirtgen \| Tudor Pro Cycling Team \| + 42 s \| \| |                    |                                    |                 |
| |                    |                                    |                 |
| |                    |                                    |                 |
| Clasificación general |                    |                                    |                 |
| Ciclista | Ciclista           | Equipo                             | Tiempo          |
| 1.º | Rémi Cavagna       | Soudal Quick-Step                  | 4 h 02 min 53 s |
| 2.º | Mauro Schmid       | Soudal Quick-Step                  | + 36 s          |
| 3.º | Rick Pluimers      | Tudor Pro Cycling Team             | + 38 s          |
| 4.º | Loe van Belle      | Jumbo-Visma                        | + 42 s          |
| 5.º | Natnael Tesfatsion | Trek-Segafredo                     | + 42 s          |
| 6.º | Christian Scaroni  | Astana Qazaqstan Team              | + 42 s          |
| 7.º | Davide Gabburo     | Green Project-Bardiani CSF-Faizanè | + 42 s          |
| 8.º | Walter Calzoni     | Q36.5 Pro Cycling Team             | + 42 s          |
| 9.º | Milan Vader        | Jumbo-Visma                        | + 42 s          |
| 10.º | Luc Wirtgen        | Tudor Pro Cycling Team             | + 42 s          |

### 2.ª etapa
| Riccione - Longiano | etapa escarpada | (172,5 km) |

| \| Clasificación de la etapa \| Clasificación de la etapa \| Clasificación de la etapa \| Clasificación de la etapa \| Clasificación de la etapa \| \| Ciclista \| Ciclista \| Equipo \| Tiempo \| \| \| ------------------------- \| ------------------------- \| ------------------------- \| ------------------------- \| ------------------------- \| \| 1.º \| Sean Quinn \| EF Education-EasyPost \| 4 h 18 min 42 s \| \| \| 2.º \| Mauro Schmid \| Soudal Quick-Step \| + 0 s \| \| \| 3.º \| Walter Calzoni \| Q36.5 Pro Cycling Team \| + 0 s \| \| \| 4.º \| James Shaw \| EF Education-EasyPost \| + 0 s \| \| \| 5.º \| Gianluca Brambilla \| Q36.5 Pro Cycling Team \| + 3 s \| \| \| 6.º \| Thomas Gloag \| Jumbo-Visma \| + 13 s \| \| \| 7.º \| Florian Lipowitz \| Bora-Hansgrohe \| + 24 s \| \| \| 8.º \| Mark Padun \| EF Education-EasyPost \| + 34 s \| \| \| 9.º \| James Knox \| Soudal Quick-Step \| + 34 s \| \| \| 10.º \| Domenico Pozzovivo \| Israel-Premier Tech \| + 56 s \| \| |                    |                        |                 |
| |                    |                        |                 |
| |                    |                        |                 |
| Clasificación de la etapa |                    |                        |                 |
| Ciclista | Ciclista           | Equipo                 | Tiempo          |
| 1.º | Sean Quinn         | EF Education-EasyPost  | 4 h 18 min 42 s |
| 2.º | Mauro Schmid       | Soudal Quick-Step      | + 0 s           |
| 3.º | Walter Calzoni     | Q36.5 Pro Cycling Team | + 0 s           |
| 4.º | James Shaw         | EF Education-EasyPost  | + 0 s           |
| 5.º | Gianluca Brambilla | Q36.5 Pro Cycling Team | + 3 s           |
| 6.º | Thomas Gloag       | Jumbo-Visma            | + 13 s          |
| 7.º | Florian Lipowitz   | Bora-Hansgrohe         | + 24 s          |
| 8.º | Mark Padun         | EF Education-EasyPost  | + 34 s          |
| 9.º | James Knox         | Soudal Quick-Step      | + 34 s          |
| 10.º | Domenico Pozzovivo | Israel-Premier Tech    | + 56 s          |

| \| Clasificación general \| Clasificación general \| Clasificación general \| Clasificación general \| Clasificación general \| \| Ciclista \| Ciclista \| Equipo \| Tiempo \| \| \| --------------------- \| --------------------- \| ---------------------- \| --------------------- \| --------------------- \| \| 1.º \| Mauro Schmid \| Soudal Quick-Step \| 8 h 22 min 05 s \| \| \| 2.º \| Sean Quinn \| EF Education-EasyPost \| + 2 s \| \| \| 3.º \| Walter Calzoni \| Q36.5 Pro Cycling Team \| + 8 s \| \| \| 4.º \| James Shaw \| EF Education-EasyPost \| + 12 s \| \| \| 5.º \| Gianluca Brambilla \| Q36.5 Pro Cycling Team \| + 15 s \| \| \| 6.º \| Mark Padun \| EF Education-EasyPost \| + 1 min 05 s \| \| \| 7.º \| James Knox \| Soudal Quick-Step \| + 1 min 08 s \| \| \| 8.º \| Domenico Pozzovivo \| Israel-Premier Tech \| + 1 min 08 s \| \| \| 9.º \| Stefan de Bod \| EF Education-EasyPost \| + 1 min 08 s \| \| \| 10.º \| Christian Scaroni \| Astana Qazaqstan Team \| + 1 min 10 s \| \| |                    |                        |                 |
| |                    |                        |                 |
| |                    |                        |                 |
| Clasificación general |                    |                        |                 |
| Ciclista | Ciclista           | Equipo                 | Tiempo          |
| 1.º | Mauro Schmid       | Soudal Quick-Step      | 8 h 22 min 05 s |
| 2.º | Sean Quinn         | EF Education-EasyPost  | + 2 s           |
| 3.º | Walter Calzoni     | Q36.5 Pro Cycling Team | + 8 s           |
| 4.º | James Shaw         | EF Education-EasyPost  | + 12 s          |
| 5.º | Gianluca Brambilla | Q36.5 Pro Cycling Team | + 15 s          |
| 6.º | Mark Padun         | EF Education-EasyPost  | + 1 min 05 s    |
| 7.º | James Knox         | Soudal Quick-Step      | + 1 min 08 s    |
| 8.º | Domenico Pozzovivo | Israel-Premier Tech    | + 1 min 08 s    |
| 9.º | Stefan de Bod      | EF Education-EasyPost  | + 1 min 08 s    |
| 10.º | Christian Scaroni  | Astana Qazaqstan Team  | + 1 min 10 s    |

### 3.ª etapa
| Forlì - Forlì | etapa escarpada | (139,7 km) |

| \| Clasificación de la etapa \| Clasificación de la etapa \| Clasificación de la etapa \| Clasificación de la etapa \| Clasificación de la etapa \| \| Ciclista \| Ciclista \| Equipo \| Tiempo \| \| \| ------------------------- \| ------------------------- \| ------------------------- \| ------------------------- \| ------------------------- \| \| 1.º \| Ben Healy \| EF Education-EasyPost \| 3 h 29 min 06 s \| \| \| 2.º \| Domenico Pozzovivo \| Israel-Premier Tech \| + 0 s \| \| \| 3.º \| Mark Padun \| EF Education-EasyPost \| + 0 s \| \| \| 4.º \| Felix Engelhardt \| Team Jayco AlUla \| + 25 s \| \| \| 5.º \| Mauro Schmid \| Soudal Quick-Step \| + 25 s \| \| \| 6.º \| Walter Calzoni \| Q36.5 Pro Cycling Team \| + 25 s \| \| \| 7.º \| Natnael Tesfatsion \| Trek-Segafredo \| + 25 s \| \| \| 8.º \| Milan Vader \| Jumbo-Visma \| + 25 s \| \| \| 9.º \| Leo Hayter \| Ineos Grenadiers \| + 25 s \| \| \| 10.º \| Floris De Tier \| Bingoal WB \| + 25 s \| \| |                    |                        |                 |
| |                    |                        |                 |
| |                    |                        |                 |
| Clasificación de la etapa |                    |                        |                 |
| Ciclista | Ciclista           | Equipo                 | Tiempo          |
| 1.º | Ben Healy          | EF Education-EasyPost  | 3 h 29 min 06 s |
| 2.º | Domenico Pozzovivo | Israel-Premier Tech    | + 0 s           |
| 3.º | Mark Padun         | EF Education-EasyPost  | + 0 s           |
| 4.º | Felix Engelhardt   | Team Jayco AlUla       | + 25 s          |
| 5.º | Mauro Schmid       | Soudal Quick-Step      | + 25 s          |
| 6.º | Walter Calzoni     | Q36.5 Pro Cycling Team | + 25 s          |
| 7.º | Natnael Tesfatsion | Trek-Segafredo         | + 25 s          |
| 8.º | Milan Vader        | Jumbo-Visma            | + 25 s          |
| 9.º | Leo Hayter         | Ineos Grenadiers       | + 25 s          |
| 10.º | Floris De Tier     | Bingoal WB             | + 25 s          |

| \| Clasificación general \| Clasificación general \| Clasificación general \| Clasificación general \| Clasificación general \| \| Ciclista \| Ciclista \| Equipo \| Tiempo \| \| \| --------------------- \| --------------------- \| ---------------------- \| --------------------- \| --------------------- \| \| 1.º \| Mauro Schmid \| Soudal Quick-Step \| 11 h 51 min 36 s \| \| \| 2.º \| Walter Calzoni \| Q36.5 Pro Cycling Team \| + 8 s \| \| \| 3.º \| James Shaw \| EF Education-EasyPost \| + 12 s \| \| \| 4.º \| Gianluca Brambilla \| Q36.5 Pro Cycling Team \| + 15 s \| \| \| 5.º \| Mark Padun \| EF Education-EasyPost \| + 36 s \| \| \| 6.º \| Domenico Pozzovivo \| Israel-Premier Tech \| + 37 s \| \| \| 7.º \| Ben Healy \| EF Education-EasyPost \| + 38 s \| \| \| 8.º \| Sean Quinn \| EF Education-EasyPost \| + 57 s \| \| \| 9.º \| Natnael Tesfatsion \| Trek-Segafredo \| + 1 min 10 s \| \| \| 10.º \| Felix Engelhardt \| Team Jayco AlUla \| + 1 min 13 s \| \| |                    |                        |                  |
| |                    |                        |                  |
| |                    |                        |                  |
| Clasificación general |                    |                        |                  |
| Ciclista | Ciclista           | Equipo                 | Tiempo           |
| 1.º | Mauro Schmid       | Soudal Quick-Step      | 11 h 51 min 36 s |
| 2.º | Walter Calzoni     | Q36.5 Pro Cycling Team | + 8 s            |
| 3.º | James Shaw         | EF Education-EasyPost  | + 12 s           |
| 4.º | Gianluca Brambilla | Q36.5 Pro Cycling Team | + 15 s           |
| 5.º | Mark Padun         | EF Education-EasyPost  | + 36 s           |
| 6.º | Domenico Pozzovivo | Israel-Premier Tech    | + 37 s           |
| 7.º | Ben Healy          | EF Education-EasyPost  | + 38 s           |
| 8.º | Sean Quinn         | EF Education-EasyPost  | + 57 s           |
| 9.º | Natnael Tesfatsion | Trek-Segafredo         | + 1 min 10 s     |
| 10.º | Felix Engelhardt   | Team Jayco AlUla       | + 1 min 13 s     |

### 4.ª etapa
| Fiorano Modenese - Fiorano Modenese | etapa escarpada | (168,6 km) |

| \| Clasificación de la etapa \| Clasificación de la etapa \| Clasificación de la etapa \| Clasificación de la etapa \| Clasificación de la etapa \| \| Ciclista \| Ciclista \| Equipo \| Tiempo \| \| \| ------------------------- \| ------------------------- \| --------------------------------------- \| ------------------------- \| ------------------------- \| \| 1.º \| Alexis Guérin \| Bingoal WB \| 4 h 05 min 29 s \| \| \| 2.º \| Mauro Schmid \| Soudal Quick-Step \| + 3 s \| \| \| 3.º \| James Shaw \| EF Education-EasyPost \| + 3 s \| \| \| 4.º \| Johannes Staune-Mittet \| Jumbo-Visma \| + 3 s \| \| \| 5.º \| Domenico Pozzovivo \| Israel-Premier Tech \| + 3 s \| \| \| 6.º \| Ben Healy \| EF Education-EasyPost \| + 3 s \| \| \| 7.º \| Felix Engelhardt \| Team Jayco AlUla \| + 17 s \| \| \| 8.º \| Mark Stewart \| Bolton Equities Black Spoke Pro Cycling \| + 17 s \| \| \| 9.º \| Davide Gabburo \| Green Project-Bardiani CSF-Faizanè \| + 17 s \| \| \| 10.º \| Natnael Tesfatsion \| Trek-Segafredo \| + 17 s \| \| |                        |                                         |                 |
| |                        |                                         |                 |
| |                        |                                         |                 |
| Clasificación de la etapa |                        |                                         |                 |
| Ciclista | Ciclista               | Equipo                                  | Tiempo          |
| 1.º | Alexis Guérin          | Bingoal WB                              | 4 h 05 min 29 s |
| 2.º | Mauro Schmid           | Soudal Quick-Step                       | + 3 s           |
| 3.º | James Shaw             | EF Education-EasyPost                   | + 3 s           |
| 4.º | Johannes Staune-Mittet | Jumbo-Visma                             | + 3 s           |
| 5.º | Domenico Pozzovivo     | Israel-Premier Tech                     | + 3 s           |
| 6.º | Ben Healy              | EF Education-EasyPost                   | + 3 s           |
| 7.º | Felix Engelhardt       | Team Jayco AlUla                        | + 17 s          |
| 8.º | Mark Stewart           | Bolton Equities Black Spoke Pro Cycling | + 17 s          |
| 9.º | Davide Gabburo         | Green Project-Bardiani CSF-Faizanè      | + 17 s          |
| 10.º | Natnael Tesfatsion     | Trek-Segafredo                          | + 17 s          |

| \| Clasificación general \| Clasificación general \| Clasificación general \| Clasificación general \| Clasificación general \| \| Ciclista \| Ciclista \| Equipo \| Tiempo \| \| \| --------------------- \| ---------------------- \| ---------------------- \| --------------------- \| --------------------- \| \| 1.º \| Mauro Schmid \| Soudal Quick-Step \| 15 h 57 min 02 s \| \| \| 2.º \| James Shaw \| EF Education-EasyPost \| + 14 s \| \| \| 3.º \| Walter Calzoni \| Q36.5 Pro Cycling Team \| + 28 s \| \| \| 4.º \| Gianluca Brambilla \| Q36.5 Pro Cycling Team \| + 35 s \| \| \| 5.º \| Domenico Pozzovivo \| Israel-Premier Tech \| + 43 s \| \| \| 6.º \| Ben Healy \| EF Education-EasyPost \| + 44 s \| \| \| 7.º \| Mark Padun \| EF Education-EasyPost \| + 56 s \| \| \| 8.º \| Sean Quinn \| EF Education-EasyPost \| + 1 min 17 s \| \| \| 9.º \| Johannes Staune-Mittet \| Jumbo-Visma \| + 1 min 19 s \| \| \| 10.º \| Natnael Tesfatsion \| Trek-Segafredo \| + 1 min 30 s \| \| |                        |                        |                  |
| |                        |                        |                  |
| |                        |                        |                  |
| Clasificación general |                        |                        |                  |
| Ciclista | Ciclista               | Equipo                 | Tiempo           |
| 1.º | Mauro Schmid           | Soudal Quick-Step      | 15 h 57 min 02 s |
| 2.º | James Shaw             | EF Education-EasyPost  | + 14 s           |
| 3.º | Walter Calzoni         | Q36.5 Pro Cycling Team | + 28 s           |
| 4.º | Gianluca Brambilla     | Q36.5 Pro Cycling Team | + 35 s           |
| 5.º | Domenico Pozzovivo     | Israel-Premier Tech    | + 43 s           |
| 6.º | Ben Healy              | EF Education-EasyPost  | + 44 s           |
| 7.º | Mark Padun             | EF Education-EasyPost  | + 56 s           |
| 8.º | Sean Quinn             | EF Education-EasyPost  | + 1 min 17 s     |
| 9.º | Johannes Staune-Mittet | Jumbo-Visma            | + 1 min 19 s     |
| 10.º | Natnael Tesfatsion     | Trek-Segafredo         | + 1 min 30 s     |

### 5.ª etapa
| Carpi - Carpi | contrarreloj individual | (18,6 km) |

| \| Clasificación de la etapa \| Clasificación de la etapa \| Clasificación de la etapa \| Clasificación de la etapa \| Clasificación de la etapa \| \| Ciclista \| Ciclista \| Equipo \| Tiempo \| \| \| ------------------------- \| ------------------------- \| ------------------------- \| ------------------------- \| ------------------------- \| \| 1.º \| Rémi Cavagna \| Soudal Quick-Step \| 22 min 12 s \| \| \| 2.º \| Michael Hepburn \| Team Jayco AlUla \| + 18 s \| \| \| 3.º \| Ben Healy \| EF Education-EasyPost \| + 19 s \| \| \| 4.º \| Joel Suter \| Tudor Pro Cycling Team \| + 25 s \| \| \| 5.º \| Leo Hayter \| Ineos Grenadiers \| + 27 s \| \| \| 6.º \| Josef Černý \| Soudal Quick-Step \| + 29 s \| \| \| 7.º \| Mathias Vacek \| Trek-Segafredo \| + 35 s \| \| \| 8.º \| Mauro Schmid \| Soudal Quick-Step \| + 41 s \| \| \| 9.º \| Michael Leonard \| Ineos Grenadiers \| + 42 s \| \| \| 10.º \| James Shaw \| EF Education-EasyPost \| + 43 s \| \| |                 |                        |             |
| |                 |                        |             |
| |                 |                        |             |
| Clasificación de la etapa |                 |                        |             |
| Ciclista | Ciclista        | Equipo                 | Tiempo      |
| 1.º | Rémi Cavagna    | Soudal Quick-Step      | 22 min 12 s |
| 2.º | Michael Hepburn | Team Jayco AlUla       | + 18 s      |
| 3.º | Ben Healy       | EF Education-EasyPost  | + 19 s      |
| 4.º | Joel Suter      | Tudor Pro Cycling Team | + 25 s      |
| 5.º | Leo Hayter      | Ineos Grenadiers       | + 27 s      |
| 6.º | Josef Černý     | Soudal Quick-Step      | + 29 s      |
| 7.º | Mathias Vacek   | Trek-Segafredo         | + 35 s      |
| 8.º | Mauro Schmid    | Soudal Quick-Step      | + 41 s      |
| 9.º | Michael Leonard | Ineos Grenadiers       | + 42 s      |
| 10.º | James Shaw      | EF Education-EasyPost  | + 43 s      |

## Clasificaciones finales
- Las clasificaciones finalizaron de la siguiente forma:[2]

### Clasificación general
| \| Clasificación general \| Clasificación general \| Clasificación general \| Clasificación general \| Clasificación general \| \| Ciclista \| Ciclista \| Equipo \| Tiempo \| \| \| --------------------- \| --------------------- \| ---------------------- \| --------------------- \| --------------------- \| \| 1.º \| Mauro Schmid \| Soudal Quick-Step \| 16 h 19 min 55 s \| \| \| 2.º \| James Shaw \| EF Education-EasyPost \| + 16 s \| \| \| 3.º \| Ben Healy \| EF Education-EasyPost \| + 22 s \| \| \| 4.º \| Mark Padun \| EF Education-EasyPost \| + 1 min 06 s \| \| \| 5.º \| Leo Hayter \| Ineos Grenadiers \| + 1 min 19 s \| \| \| 6.º \| Domenico Pozzovivo \| Israel-Premier Tech \| + 1 min 35 s \| \| \| 7.º \| Ben Zwiehoff \| Bora-Hansgrohe \| + 1 min 52 s \| \| \| 8.º \| Sean Quinn \| EF Education-EasyPost \| + 1 min 55 s \| \| \| 9.º \| Walter Calzoni \| Q36.5 Pro Cycling Team \| + 1 min 57 s \| \| \| 10.º \| Gianluca Brambilla \| Q36.5 Pro Cycling Team \| + 2 min 10 s \| \| |                    |                        |                  |
| |                    |                        |                  |
| Fuente: ProCyclingStats |                    |                        |                  |
| Clasificación general |                    |                        |                  |
| Ciclista | Ciclista           | Equipo                 | Tiempo           |
| 1.º | Mauro Schmid       | Soudal Quick-Step      | 16 h 19 min 55 s |
| 2.º | James Shaw         | EF Education-EasyPost  | + 16 s           |
| 3.º | Ben Healy          | EF Education-EasyPost  | + 22 s           |
| 4.º | Mark Padun         | EF Education-EasyPost  | + 1 min 06 s     |
| 5.º | Leo Hayter         | Ineos Grenadiers       | + 1 min 19 s     |
| 6.º | Domenico Pozzovivo | Israel-Premier Tech    | + 1 min 35 s     |
| 7.º | Ben Zwiehoff       | Bora-Hansgrohe         | + 1 min 52 s     |
| 8.º | Sean Quinn         | EF Education-EasyPost  | + 1 min 55 s     |
| 9.º | Walter Calzoni     | Q36.5 Pro Cycling Team | + 1 min 57 s     |
| 10.º | Gianluca Brambilla | Q36.5 Pro Cycling Team | + 2 min 10 s     |

### Clasificación de los puntos
| Clasificación por puntos | Clasificación por puntos | Clasificación por puntos | Clasificación por puntos | Clasificación por puntos |
| Ciclista                 | Ciclista                 | Equipo                   | Puntos                   |                          |
| ------------------------ | ------------------------ | ------------------------ | ------------------------ | ------------------------ |
| 1.º                      | Mauro Schmid             | Soudal Quick-Step        | 28 pts                   |                          |
| 2.º                      | Ben Healy                | EF Education-EasyPost    | 13 pts                   |                          |
| 3.º                      | Domenico Pozzovivo       | Israel-Premier Tech      | 12 pts                   |                          |
| 4.º                      | James Shaw               | EF Education-EasyPost    | 11 pts                   |                          |
| 5.º                      | Rémi Cavagna             | Soudal Quick-Step        | 10 pts                   |                          |
| 6.º                      | Sean Quinn               | EF Education-EasyPost    | 10 pts                   |                          |
| 7.º                      | Alexis Guérin            | Bingoal WB               | 10 pts                   |                          |
| 8.º                      | Walter Calzoni           | Q36.5 Pro Cycling Team   | 10 pts                   |                          |
| 9.º                      | Mark Padun               | EF Education-EasyPost    | 7 pts                    |                          |
| 10.º                     | Felix Engelhardt         | Team Jayco AlUla         | 7 pts                    |                          |

### Clasificación de la montaña
| Clasificación de la montaña | Clasificación de la montaña | Clasificación de la montaña        | Clasificación de la montaña | Clasificación de la montaña |
| Ciclista                    | Ciclista                    | Equipo                             | Puntos                      |                             |
| --------------------------- | --------------------------- | ---------------------------------- | --------------------------- | --------------------------- |
| 1.º                         | Alexis Guérin               | Bingoal WB                         | 28 pts                      |                             |
| 2.º                         | Lennert Teugels             | Bingoal WB                         | 24 pts                      |                             |
| 3.º                         | Marco Murgano               | Team Corratec                      | 23 pts                      |                             |
| 4.º                         | Jhonatan Restrepo           | GW Shimano-Sidermec                | 16 pts                      |                             |
| 5.º                         | Ben Healy                   | EF Education-EasyPost              | 14 pts                      |                             |
| 6.º                         | Andrea Garosio              | Eolo-Kometa                        | 12 pts                      |                             |
| 7.º                         | Florian Lipowitz            | Bora-Hansgrohe                     | 10 pts                      |                             |
| 8.º                         | Alessandro Fancellu         | Eolo-Kometa                        | 10 pts                      |                             |
| 9.º                         | Veljko Stojnić              | Team Corratec                      | 8 pts                       |                             |
| 10.º                        | Luca Covili                 | Green Project-Bardiani CSF-Faizanè | 8 pts                       |                             |

### Clasificación de los jóvenes
| Clasificación del mejor joven | Clasificación del mejor joven | Clasificación del mejor joven | Clasificación del mejor joven | Clasificación del mejor joven |
| Ciclista                      | Ciclista                      | Equipo                        | Tiempo                        |                               |
| ----------------------------- | ----------------------------- | ----------------------------- | ----------------------------- | ----------------------------- |
| 1.º                           | Ben Healy                     | EF Education-EasyPost         | 16 h 20 min 17 s              |                               |
| 2.º                           | Leo Hayter                    | Ineos Grenadiers              | + 57 s                        |                               |
| 3.º                           | Sean Quinn                    | EF Education-EasyPost         | + 1 min 33 s                  |                               |
| 4.º                           | Walter Calzoni                | Q36.5 Pro Cycling Team        | + 1 min 35 s                  |                               |
| 5.º                           | Tijmen Graat                  | Jumbo-Visma                   | + 1 min 50 s                  |                               |
| 6.º                           | Felix Engelhardt              | Team Jayco AlUla              | + 1 min 59 s                  |                               |
| 7.º                           | Johannes Staune-Mittet        | Jumbo-Visma                   | + 2 min 31 s                  |                               |
| 8.º                           | Fernando Tercero              | Eolo-Kometa                   | + 2 min 46 s                  |                               |
| 9.º                           | Davide Piganzoli              | Eolo-Kometa                   | + 4 min 43 s                  |                               |
| 10.º                          | Florian Lipowitz              | Bora-Hansgrohe                | + 5 min 17 s                  |                               |

### Clasificación por equipos
| Clasificación por equipos | Clasificación por equipos          | Clasificación por equipos | Clasificación por equipos |
| Equipo                    | Equipo                             | Tiempo                    |                           |
| ------------------------- | ---------------------------------- | ------------------------- | ------------------------- |
| 1.º                       | EF Education-EasyPost              | 49 h 00 min 46 s          |                           |
| 2.º                       | Jumbo-Visma                        | + 6 min 30 s              |                           |
| 3.º                       | Green Project-Bardiani CSF-Faizanè | + 12 min 10 s             |                           |
| 4.º                       | Soudal Quick-Step                  | + 13 min 19 s             |                           |
| 5.º                       | Eolo-Kometa                        | + 14 min 34 s             |                           |

## Evolución de las clasificaciones
| Etapa                   |                         | Ganador _     | Clasificación general | Puntos       | Montaña        | Jóvenes        | Equipo _              |
| ----------------------- | ----------------------- | ------------- | --------------------- | ------------ | -------------- | -------------- | --------------------- |
| 1.ª etapa               | etapa escarpada         | Rémi Cavagna  | Rémi Cavagna          | Rémi Cavagna | Didier Merchán | Rick Pluimers  | Soudal Quick-Step     |
| 2.ª etapa               | etapa escarpada         | Sean Quinn    | Mauro Schmid          | Mauro Schmid | Marco Murgano  | Sean Quinn     | EF Education-EasyPost |
| 3.ª etapa               | etapa escarpada         | Ben Healy     | Mauro Schmid          | Mauro Schmid | Marco Murgano  | Walter Calzoni | EF Education-EasyPost |
| 4.ª etapa               | etapa escarpada         | Alexis Guérin | Mauro Schmid          | Mauro Schmid | Alexis Guérin  | Walter Calzoni | EF Education-EasyPost |
| 5.ª etapa               | contrarreloj individual | Rémi Cavagna  | Mauro Schmid          | Mauro Schmid | Alexis Guérin  | Ben Healy      | EF Education-EasyPost |
| Clasificaciones finales | Clasificaciones finales |               | Mauro Schmid          | Mauro Schmid | Alexis Guérin  | Ben Healy      | EF Education-EasyPost |

## Ciclistas participantes y posiciones finales
Convenciones:
- AB-N: Abandono en la etapa "N"
- FLT-N: Retiro por arribo fuera del límite de tiempo en la etapa "N"
- NTS-N: No tomó la salida para la etapa "N"
- DES-N: Descalificado o expulsado en la etapa "N"

## UCI World Ranking
La Settimana Coppi e Bartali otorgó puntos para el UCI World Ranking para corredores de los equipos en las categorías UCI WorldTeam, UCI ProTeam y Continental. Las siguientes tablas son el baremo de puntuación y los diez corredores que obtuvieron más puntos:
| Posición              | 1.º | 2.º | 3.º | 4.º | 5.º | 6.º | 7.º | 8.º | 9.º | 10.º | 11.º | 12.º | 13.º-15.º | 16.º-25.º |
| Clasificación general | 125 | 85  | 70  | 60  | 50  | 40  | 35  | 30  | 25  | 20   | 15   | 10   | 5         | 3         |
| Por etapa             | 14  | 5   | 3   |     |     |     |     |     |     |      |      |      |           |           |
| Líder                 | 3   |     |     |     |     |     |     |     |     |      |      |      |           |           |

| Clasificación |                    |                       |         |       |       |       |
| Posición      | Ciclista           | Equipo                | General | Etapa | Líder | Total |
| ------------- | ------------------ | --------------------- | ------- | ----- | ----- | ----- |
| 1.º           | Mauro Schmid       | Soudal Quick-Step     | 125     | 15    | 9     | 149   |
| 2.º           | James Shaw         | EF Education-EasyPost | 85      | 3     | -     | 88    |
| 3.º           | Ben Healy          | EF Education-EasyPost | 70      | 17    | -     | 70    |
| 4.º           | Mark Padun         | EF Education-EasyPost | 60      | 3     | -     | 63    |
| 5.º           | Leo Hayter         | INEOS Grenadiers      | 50      | -     | -     | 50    |
| 6.º           | Domenico Pozzovivo | Israel-Premier Tech   | 40      | 5     | -     | 45    |
| 7.º           | Sean Quinn         | EF Education-EasyPost | 30      | 14    | -     | 44    |
| 8.º           | Ben Zwiehoff       | Bora-Hansgrohe        | 35      | -     | -     | 35    |
| 9.º           | Rémi Cavagna       | Soudal Quick-Step     | -       | 28    | 3     | 31    |
| 10.º          | Walter Calzoni     | Q36.5                 | 25      | -     | -     | 25    |